# Bartholinske kirtler
Bartholinske kirtler (glandulae Bartholini) er to små bønneformede slimkirtler i de ydre kønslæber lige under og til venstre og højre for skedeåbningen. Normalt kan de hverken ses eller føles. Kirtlerne udskiller et gennemsigtigt slimsekret, der smører skedeåbningen.
Hvis kilderne bliver tilstoppet, kan sekretet ophobes, hvorved kirtlerne efterhånden vokser til små buler i kønslæberne. Bulerne kaldes for cyster og kan være generende ved samleje, sport, cykling mm. Betændelse i Bartholinske kirtler (bartholinitis) kan danne en byld og medfører en del smerte og feber. Betændelsen kan behandles med antibiotika eller kirurgi.
Kirtlerne blev første gang beskrevet videnskabeligt i det 17. århundrede af den danske læge Caspar Bartholin den Yngre (1655–1738).
De Bartholinske kirtler svarer til mænds cowperske kirtler, som sidder lige under blærehalskirtlen.